# Huh Yun-jin
Huh Yun-jin (tiếng Hàn: 허윤진, Hán việt: Hứa Doãn Trân; sinh ngày 8 tháng 10 năm 2001) là một ca sĩ và nhạc sĩ người Mỹ gốc Hàn. Cô là thành viên của nhóm nhạc nữ Hàn Quốc Le Sserafim.

## Tiểu sử
Huh Yun-jin sinh ngày 8 tháng 10 năm 2001 tại Irwon-dong, Gangnam-gu, Seoul, Hàn Quốc. Cha mẹ cô chuyển đến Hoa Kỳ khi cô được tám tháng tuổi. Yunjin lớn lên tại Albany, New York, và lấy tên tiếng Anh là Jennifer Huh. Cô theo học tại Trường trung học Niskayuna, để theo đuổi niềm đam mê sân khấu âm nhạc, ca hát và trình diễn như một ca sĩ giọng nữ cao mặc dù cô không được đào tạo chính quy về opera.
Năm 16 tuổi, cô trở về Hàn Quốc để theo đuổi sự nghiệp thần tượng Kpop, và trở thành thực tập sinh tại các công ty khác nhau. Cô theo học tại Khoa Âm nhạc Ứng dụng của Trường Trung học Nghệ thuật Hanlim vào ngày 4 tháng 3 năm 2019. Cô sau đó quay trở lại Hoa Kỳ nhưng đã từ bỏ kế hoạch học đại học để chuẩn bị cho màn ra mắt của mình cùng với Le Sserafim.

## Sự nghiệp

### 2018: Produce 48

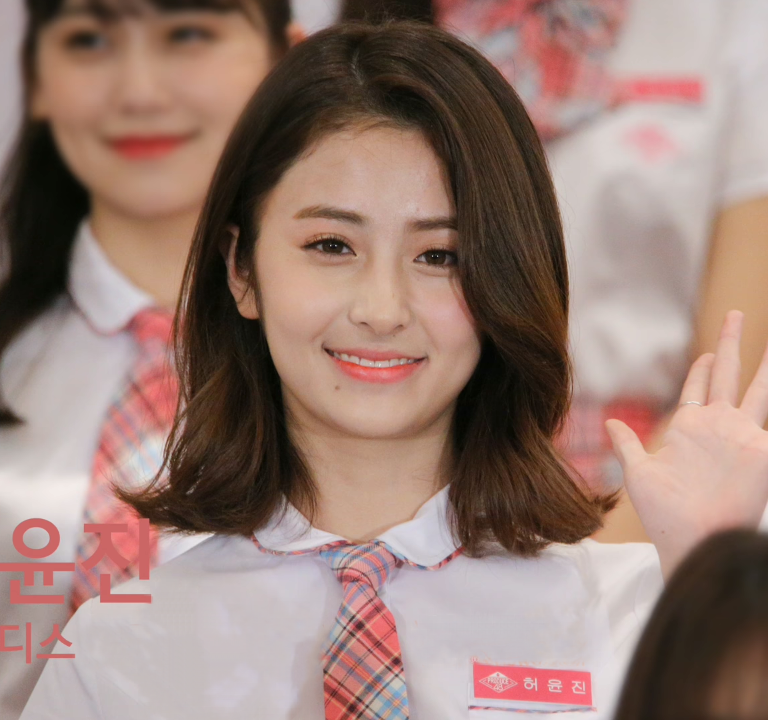
Yunjin cùng với các thí sinh Produce48 vào tháng 6 năm 2018

Năm 2018, Yunjin tham gia chương trình sống còn Hàn Quốc Produce 48 của Mnet, đại diện cho Pledis Entertainment cùng với Lee Ga-eun, thành viên của After School. Cô đã bị loại trước đêm chung kết của chương trình và xếp thứ 26.

### 2021–2022: Ra mắt cùng Le Sserafim
Vào ngày 24 tháng 8 năm 2021, có thông tin rằng Huh đã ký hợp đồng với Source Music. Ngày 14 tháng 3 năm 2022, Source Music thông báo ra mắt nhóm nhạc nữ mới, Le Sserafim, hợp tác với Hybe Corporation. Cô được tiết lộ là thành viên thứ sáu và là thành viên cuối cùng vào ngày 9 tháng 4 năm 2022. Nhóm ra mắt với EP Fearless vào ngày 2 tháng 5, 2022; Yunjin được ghi nhận là người viết lời cho ca khúc "Blue Flame". Vào ngày 9 tháng 8 năm 2022, cô đã phát hành đĩa đơn đầu tiên của mình "Raise Y_our Glass" để kỷ niệm 100 ngày ra mắt với Le Sserafim. Cô đồng sáng tác ba bài hát cho EP thứ hai của Le Sserafim, Antifragile: "Impurities", "No Celestial" và "Good Parts (When the Quality Is Bad but I Am)". EP được phát hành vào ngày 17 tháng 10 năm 2022.

### 2023–nay: Bắt đầu sự nghiệp solo và các hoạt động
Ngày 9 tháng 1 năm 2023, Yun-jin phát hành đĩa đơn thứ hai của mình, "I ≠ Doll". Ca khúc do cô tự sáng tác mang chất liệu rock kết hợp với nhịp điệu nhạc trap, chứa đựng lời ca phản ánh sự phán xét mà cô phải đối mặt khi làm thần tượng, đánh giá khi chỉ dựa trên vẻ bề ngoài. Tên bài hát là cách chơi chữ giữa "idol" (thần tượng) và "doll" (búp bê), còn video âm nhạc đi kèm lại khắc hoạ một nhân vật hoạt hình do chính cô minh họa, thể hiện quá trình cô vật lộn với sự chú ý và chỉ trích mà mình nhận được. Về nhân vật chính trong MV, cô chia sẻ: "Mình muốn tạo ra một nhân vật có nội tâm đa chiều nhưng lại trông hai chiều và phẳng một cách cố ý. Mình nghĩ sẽ rất thú vị khi mô tả một chủ đề không hề đơn giản theo một cách đơn giản." Divyansha Dongre của Rolling Stone Ấn Độ nhận xét đây là "một lời chỉ trích sắc bén về sự phức tạp khi phải sống liên tục dưới ánh đèn sân khấu với những phán xét đi kèm".
Ngày 14 tháng 3 năm 2023, cô phát hành ca khúc tự sáng tác thứ ba, "Love You Twice" (피어나도록). Tựa đề tiếng Hàn có nghĩa là "cho đến khi nở rộ", ám chỉ tên fandom của Le Sserafim – Fearnot. Đi kèm với bản indie pop này là MV do họa sĩ kiêm nhà làm phim hoạt hình Hàn Quốc Ramdaram thực hiện, kể về câu chuyện của một người hâm mộ lấy động lực, cảm hứng từ thần tượng của mình để chăm sóc bản thân tốt hơn và học sáng tác, trước khi cuối cùng thực hiện được ước mơ đứng trên sân khấu.
Ngày 14 tháng 8 năm 2023, Huh Yun-jin tiếp tục phát hành đĩa đơn thứ tư, "Blessing in Disguise". Trước đó, cô đã trình diễn ca khúc này tại Weverse Con Festival 2023 vào tháng 6. Ca khúc mang âm hưởng funk xoay quanh hành trình trở lại Hàn Quốc của cô, cùng những cảm xúc đan xen giữa lo lắng, phấn khích và tiếc nuối.
Vào ngày 17 tháng 1 năm 2024, Huh Yun-jin tham gia góp giọng và viết lời cho ca khúc "Yes or No" của GroovyRoom cùng Crush. Ca khúc đạt vị trí thứ 57 trên bảng xếp hạng thời gian thực của Melon và tiếp tục trụ vững trong top 10 của bảng xếp hạng Hot 100 sau khi một tháng được phát hành.
Ngày 9 tháng 2, Yun-jin hợp tác với nam ca sĩ người Đức Max Schneider trong ca khúc '"Stupid In Love" thuộc album Stereo Love, cô không chỉ góp giọng mà còn tham gia sáng tác lời.
Ngày 27 tháng 2 năm 2024, có thông tin cho biết Yun-jin sẽ hợp tác cùng J-Hope trong ca khúc "I Don't Know", thuộc album Hope on the Street Vol. 1. Album và ca khúc được phát hành vào ngày 29 tháng 3 năm 2024.
Ngày 10 tháng 1 năm 2025, Huh Yun-jin phát hành single tự sáng tác thứ năm "Jellyfish" (해파리). Trước đó, cô đã nhá hàng ca khúc trong một buổi phát sóng trực tiếp trên Weverse. Ca khúc thuộc thể loại R&B này được Yun-jin viết sau khi cô nhận ra rằng cuộc sống làm việc chăm chỉ hàng ngày của một ai đó có thể trông thật đẹp đẽ trong mắt người khác, giống như cách một con sứa hiện lên đầy cuốn hút với cô.

## Gương mặt thương hiệu
Ngày 28 tháng 2 năm 2023, Yunjin trở thành nàng thơ mới của thương hiệu trang điểm Hàn Quốc WakeMake.

## Danh sách đĩa nhạc

### Đĩa đơn

#### Là nghệ sĩ chính
| Nhan đề                                                                               | Năm  | Vị trí cao nhất | Album                         |
| Nhan đề                                                                               | Năm  | KOR             | Album                         |
| ------------------------------------------------------------------------------------- | ---- | --------------- | ----------------------------- |
| "Raise Y_our Glass"                                                                   | 2022 | —               | Đĩa đơn không nằm trong album |
| "I ≠ Doll"                                                                            | 2023 | 199             | Đĩa đơn không nằm trong album |
| "Love You Twice" (피어나도록)                                                         | 2023 | —               | Đĩa đơn không nằm trong album |
| "Blessing in Disguise"                                                                | 2023 | —               | Đĩa đơn không nằm trong album |
| "Jellyfish" (해파리)                                                                  | 2025 | —               | Đĩa đơn không nằm trong album |
| "—" biểu thị bản thu âm không được xếp hạng hoặc không được phát hành tại lãnh thổ đó |      |                 |                               |

#### Là nghệ sĩ tham gia
| Nhan đề                                                                               | Năm  | Vị trí cao nhất | Vị trí cao nhất | Vị trí cao nhất | Album                         |
| Nhan đề                                                                               | Năm  | KOR             | NZ Hot          | SGP             | Album                         |
| ------------------------------------------------------------------------------------- | ---- | --------------- | --------------- | --------------- | ----------------------------- |
| "Yes or No" (GroovyRoom featuring Huh Yun-jin and Crush)                              | 2024 | 32              | —               | —               | Đĩa đơn không nằm trong album |
| "Stupid in Love" (Max featuring Huh Yun-jin)                                          | 2024 | 136             | 11              | 13              | Love in Stereo                |
| "I Don't Know" (J-Hope featuring Huh Yun-jin)                                         | 2024 | —               | —               | —               | Hope on the Street Vol. 1     |
| "—" biểu thị bản thu âm không được xếp hạng hoặc không được phát hành tại lãnh thổ đó |      |                 |                 |                 |                               |

### Ghi nhận sáng tác
Tất cả ghi nhận sáng tác được lấy từ cơ sở dữ liệu của Hiệp hội Bản quyền Âm nhạc Hàn Quốc trừ khi có ghi chú khác.
| Nhan đề                                                                     | Năm  | Nghệ sĩ                             | Album                         | Soạn nhạc | Viết lời | Sản xuất |
| --------------------------------------------------------------------------- | ---- | ----------------------------------- | ----------------------------- | --------- | -------- | -------- |
| "Blue Flame"                                                                | 2022 | Le Sserafim                         | Fearless                      | Yes       | Yes      | No       |
| "Raise Y_our Glass"                                                         | 2022 | Huh Yun-jin                         | Đĩa đơn không nằm trong album | Yes       | Yes      | Yes      |
| "Impurities"                                                                | 2022 | Le Sserafim                         | Antifragile                   | Yes       | Yes      | No       |
| "No Celestial"                                                              | 2022 | Le Sserafim                         | Antifragile                   | Yes       | Yes      | No       |
| "Good Parts (When the Quality Is Bad but I Am)"                             | 2022 | Le Sserafim                         | Antifragile                   | Yes       | Yes      | No       |
| "I ≠ Doll"                                                                  | 2023 | Huh Yun-jin                         | Đĩa đơn không nằm trong album | Yes       | Yes      | Yes      |
| "Love You Twice"(피어나도록)                                                | 2023 | Huh Yun-jin                         | Đĩa đơn không nằm trong album | Yes       | Yes      | Yes      |
| "Eve, Psyche & the Bluebeard's Wife" (이브, 프시케 그리고 푸른 수염의 아내) | 2023 | Le Sserafim                         | Unforgiven                    | No        | Yes      | No       |
| "Fearnot (Between You, Me and the Lamppost)" (피어나)                       | 2023 | Le Sserafim                         | Unforgiven                    | Yes       | Yes      | Yes      |
| "Blessing in Disguise"                                                      | 2023 | Huh Yun-jin                         | Đĩa đơn không nằm trong album | Yes       | Yes      | No       |
| "Perfect Night"                                                             | 2023 | Le Sserafim                         | Đĩa đơn không nằm trong album | Yes       | Yes      | No       |
| "Yes or No"                                                                 | 2024 | GroovyRoom feat. Huh Yun-jin, Crush | Đĩa đơn không nằm trong album | No        | Yes      | No       |
| "Stupid In Love"                                                            | 2024 | Max Schneider feat. Huh Yun-jin     | Love In Stereo                | No        | Yes      | No       |
| "Swan Song"                                                                 | 2024 | Le Sserafim                         | Easy                          | Yes       | Yes      | No       |
| "Smart"                                                                     | 2024 | Le Sserafim                         | Easy                          | Yes       | Yes      | No       |
| "We Got So Much"                                                            | 2024 | Le Sserafim                         | Easy                          | Yes       | Yes      | No       |
| "Crazy"                                                                     | 2024 | Le Sserafim                         | Crazy                         | Yes       | Yes      | No       |
| "Crazier" (미치지 못하는 이유)                                              | 2024 | Le Sserafim                         | Crazy                         | Yes       | Yes      | Yes      |
| "Jellyfish" (해파리)                                                        | 2025 | Huh Yun-jin                         | Đĩa đơn không nằm trong album | Yes       | Yes      | Yes      |
| "Hot"                                                                       | 2025 | Le Sserafim                         | Hot                           | Yes       | Yes      | No       |
| "Ash"                                                                       | 2025 | Le Sserafim                         | Hot                           | Yes       | Yes      | No       |
| "So Cynical (Badum)"                                                        | 2025 | Le Sserafim                         | Hot                           | Yes       | Yes      | No       |
| "Kawaii"                                                                    | 2025 | Le Sserafim                         | Different                     | No        | Yes      | No       |
| "Different" (English version)                                               | 2025 | Le Sserafim                         | Non-album single              | No        | Yes      | No       |
| "Do the Dance" (빌려온 고양이)                                              | 2025 | Illit                               | Bomb                          | Yes       | Yes      | No       |

## Danh sách video

### Video âm nhạc
| Nhan đề                       | Năm  | Đạo diễn            | Tham khảo |
| ----------------------------- | ---- | ------------------- | --------- |
| "Raise Y_our Glass"           | 2022 | Geeeembo            | [ 45 ]    |
| "I ≠ Doll"                    | 2023 | Hybe / Source Music | [ 46 ]    |
| "Love You Twice" (피어나도록) | 2023 | Hybe / Source Music | [ 47 ]    |
| "Blessing in disguise"        | 2023 | Geeeembo            | [ 48 ]    |
| "Jellyfish" (해파리)          | 2025 | Không biết          | [ 49 ]    |

## Sự nghiệp điển ảnh

### Truyền hình
| Năm  | Nhan đề    | Vai trò  | Ghi chú | Tham khảo |
| ---- | ---------- | -------- | ------- | --------- |
| 2018 | Produce 48 | Thí sinh | Hạng 26 | [ 9 ]     |

### Chương trình chiếu mạng
| Năm  | Nhan đề                   | Vai trò                | Ghi chú                                      | Tham khảo |
| ---- | ------------------------- | ---------------------- | -------------------------------------------- | --------- |
| 2025 | Jinzuha Trip (진즈하여행) | Người dẫn chương trình | Với thành viên cùng nhóm, Le Sserafim Kazuha | [ 50 ]    |

## Giải thưởng và đề cử
| Lễ trao giải            | Năm  | Hạng mục           | Đề cử cho                                            | Tham khảo  | Tham khảo |
| ----------------------- | ---- | ------------------ | ---------------------------------------------------- | ---------- | --------- |
| Mnet Asian Music Awards | 2024 | Best Collaboration | Groovy Room – "Yes or No" (feat. Huh Yunjin & Crush) | Đề cử      | [ 51 ]    |
| Mnet Asian Music Awards | 2024 | Song of the Year   | Groovy Room – "Yes or No" (feat. Huh Yunjin & Crush) | Longlisted | [ 51 ]    |